# Manuela Picó
Manuela Picó nace en Azuaga (Badajoz) de vocación temprana, obtiene premios y diplomas en dibujo y en pintura juvenil. Estudia en Madrid en la Escuela de Artes Aplicadas y Oficios Artísticos de Marqués de Cubas para ingresar en la Escuela de Bellas Artes de San Fernando. Trabaja en marketing y publicidad para dos empresas multinacionales, dejando los estudios de bellas artes, aunque nunca abandona la pintura. En octubre de 2001 se establece como pintora profesional. Desde 2001 hasta 2003 asiste al taller de la pintora Consuelo Chacón. A partir de 2002 se dedica plenamente a la pintura.
Su obra destaca principalmente en pintura de cerámica antigua sobre lienzo y óleo, más concretamente en la representación de la cerámica de Talavera, recientemente abre sus puertas a las técnicas más vanguardistas.
Entre otras cosas es:

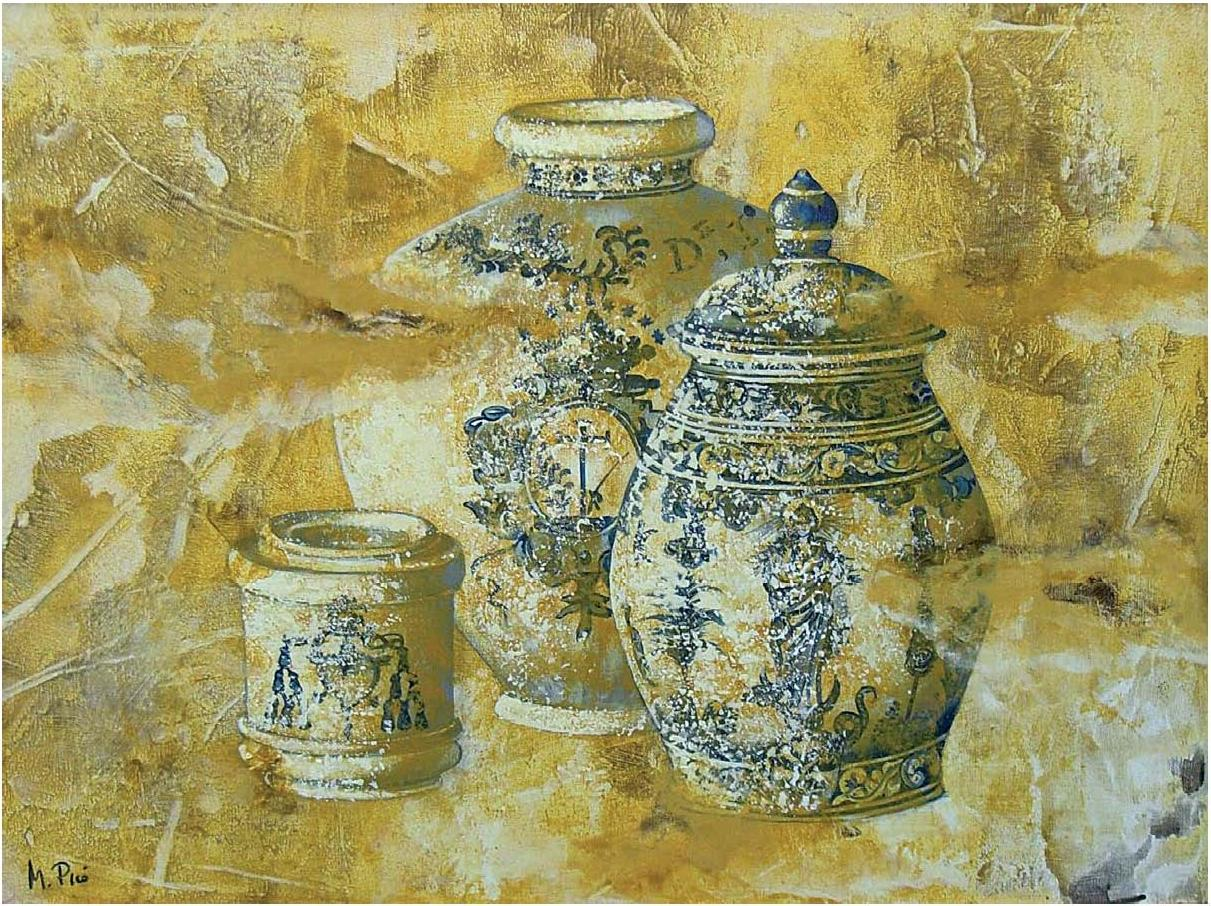
Salvadera, Orza y Aguamanil por Manuela Picó.

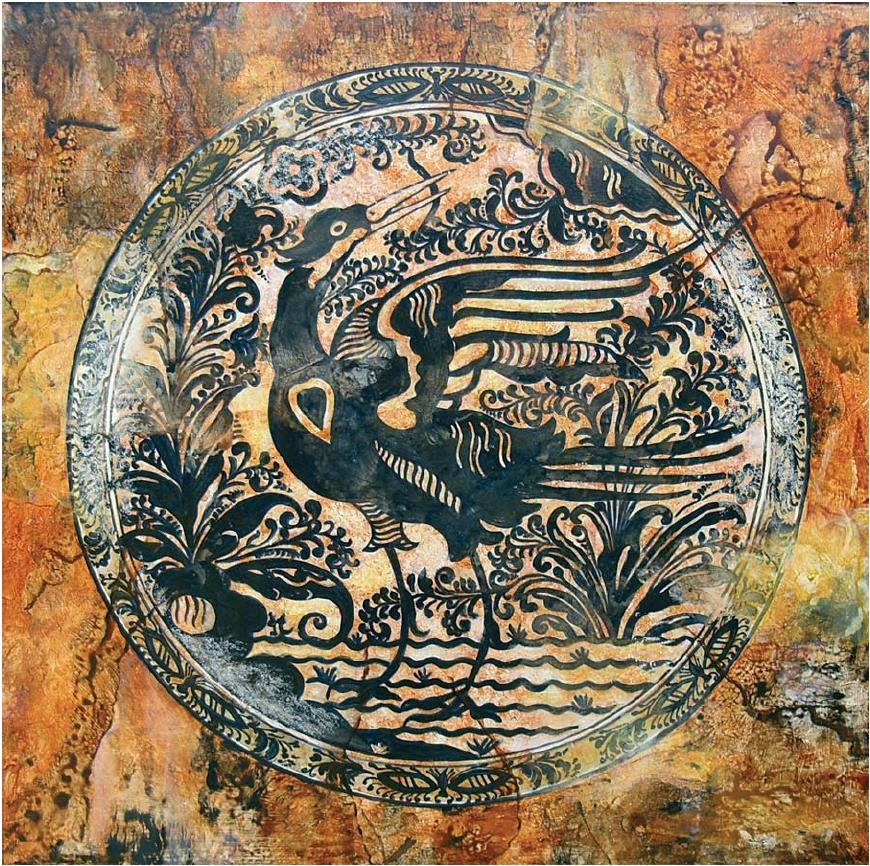
Plato liso de Cerámica de Talavera por Manuela Picó.

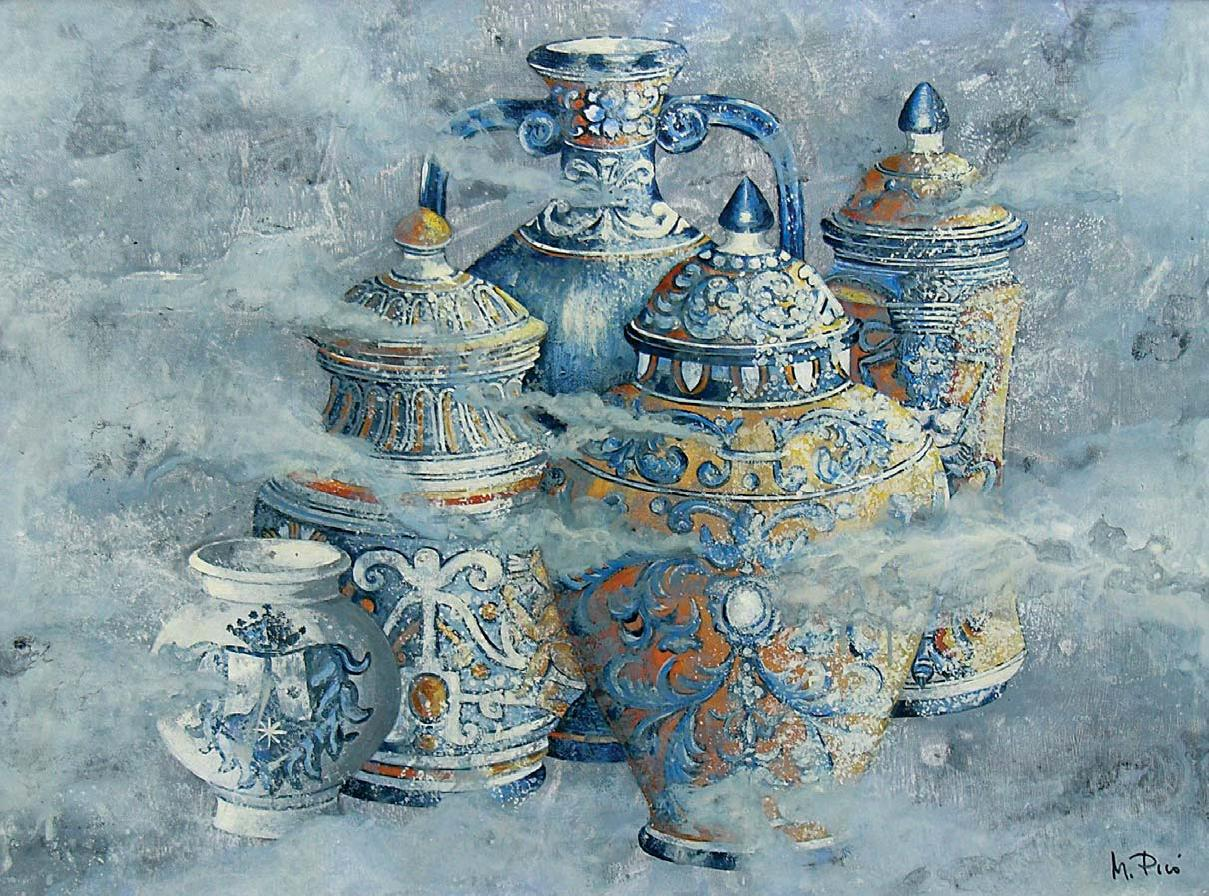
Cerámica de Talavera por Manuela Picó.

Miembro del Grupo Pro-Arte y Cultura, comisaria de exposiciones, jurado en certámenes de pintura,
gestora cultural, profesora en su taller propio, asesora del Comité de Arte del Club567 en Madrid. Colabora con el Ayuntamiento de Pozuelo de Alarcón para exposiciones y ferias de artes plásticas.

## Exposiciones y Certámenes
- Centro Cultural Quinta del Berro[2]
- Torreforum[3]
- Espacio Cultural MIRA[4]
- Certamen Nacional de Pintura Fundación Wellington, Madrid
- Museo de Cerámica Ruiz de Luna[5]
- Fundación Colegio del Rey,[6] Alcalá de Henares
- XX Concurso BMW, Madrid
- Donación de una obra de arte al Museo de Arte Contemporáneo de Salta,[7] Argentina

### Obras en Organismos Oficiales e Instituciones
- Ayuntamiento de Madrid
- Ayuntamiento de Torrelodones, Madrid